# Agnieszka Drotkiewicz
Agnieszka Anna Drotkiewicz z domu Mleczko (ur. 14 września 1981 w Warszawie) – polska autorka powieści, opowiadań i rozmów publikowanych w prasie i w książkach.

## Życiorys
Ukończyła stosunki międzykulturowe w Instytucie Orientalistycznym Uniwersytetu Warszawskiego oraz kulturoznawstwo na Wydziale Polonistyki Uniwersytetu warszawskiego (2008). Była kuratorką i prowadzącą spotkania literackie „Daleko od Wichrowych Wzgórz” w sezonie2009/2010 w Teatrze Dramatycznym w Warszawie i cyklu spotkań o literaturze niemieckiej „Lesen znaczy czytać” w Goethe-Institut w Warszawie. W latach 2012–2013 prowadziła zajęcia z literatury na Gender Studies ISNS na Uniwersytecie Warszawskim.
Stale współpracuje z czasopismem „Przekrój”. Publikowała w: „Lampie”, „Wysokich Obcasach”, „Wysokich Obcasach Extra”, „Nowych Książkach”, „Ruchu Muzycznym”, „Zeszytach Literackich”, „dwutygodnik.com”.

## Charakterystyka twórczości
Fabuła jej pierwszej książki z 2004 Paris London Dachau umiejscowiona jest w Warszawie przeżartej konsumpcjonizmem. Autorka posługuje się techniką kolażu.
Agata Pyzik na łamach „dwutygodnika.com”., tak scharakteryzowała twórczość Drotkiewicz debiutującej w wydawnictwie Lampa i Iskra Boża założonej przez Pawła Dunin-Wąsowicza:
Debiut Drotkiewicz może dziś wprawiać w lekkie zakłopotanie, sprawiać wrażenie butikowo-fajnego. Trzeba jednak przyznać, że perfekcyjnie odkrywa sposób bycia, żargon i zwyczaje godowe subkultury snobujących się, przeintelektualizowanych studentów kierunków humanistycznych. „Paris, London, Dachau” lekko na wyrost można by nazwać „Życiem towarzyskim i uczuciowym” hipsterów połowy lat dwutysięcznych. Jest też uroczą, chwilami przejmującą kroniką kobiecego dojrzewania, głodu emancypacji, feminizmu, uniezależniania się od mężczyzn.

## Twórczość
- Paris London Dachau (Wydawnictwo Lampa i Iskra Boża, 2004, ISBN 83-89603-04-7)
- Dla mnie to samo (Wydawnictwo Lampa i Iskra Boża, 2006, ISBN 83-89603-46-2)
- Głośniej! Pisarki o sobie razem z Anną Dziewit (Wydawnictwo Książkowe Twój Styl, które powstało przy magazynie Twój Styl, 2006, ISBN 83-71635-25-7)
- Teraz (W.A.B., Warszawa, 2009, ISBN 978-8374145015) (nominacja do paszportu „Polityki”)
- Teoria trutnia i inne razem z Anną Dziewit (Wydawnictwo Czarne, 2009, ISBN 978-83-7536-076-9)
- Daleko od Wichrowych Wzgórz (Seria Teatru Dramatycznego, 2010, ISBN 978-83-903436-4-8)
- Jeszcze dzisiaj nie usiadłam (Wydawnictwo Czarne, 2011, ISBN 978-83-7536-241-1)
- Dusza światowa (rozmowa z Dorotą Masłowską), (Wydawnictwo Literackie, 2013, ISBN 978-83-08-05204-4)
- Nieszpory (Wydawnictwo Literackie, Kraków, 2014, ISBN 978-8308053386)
- Piano rysuje sufit. Rozmowy o przygodzie (Wydawnictwo Czarne, 2015, ISBN 978-83-8049-019-2)
- Manhattan i Mała Wenecja. Rozmowa z Ewą Kuryluk (Zeszyty Literackie, 2016, ISBN 978-83-64648-36-6) (nagroda Warszawskiej Premiery Literackiej za książkę sierpnia 2016)
- Smak kwiatów pomarańczy razem z Tessą Capponi Borawską (Wydawnictwo Czarne, 2018, ISBN 978-83-8049-729-0)